# Gastrotheca guentheri
Gastrotheca guentheri (Boulenger, 1882), indicata anche come Rana marsupiale dentata dalla traduzione dal nome comune in lingua spagnola, è un anfibio anuro della famiglia Hemiphractidae.
Caratterizzata dalle lunghe zampe, dalla presenza di corna sopra gli occhi e dalle peculiari cure parentali, comuni a tutti i membri del suo genere e in alcuni membri in quello Flectonotus, che le femmine che ospitano le uova in uno speciale sacchetto speciale sulla schiena fino alla loro schiusa, è l'unica rana conosciuta dotata di veri denti nella mascella inferiore.
Studi recenti suggeriscono che i suoi denti potrebbero essere il risultato di una ri-evoluzione, dato che sono stati assenti per 200 milioni di anni, affermazioni che sfiderebbero gli assunti della legge di Dollo sull'irreversibilità del processo evolutivo.

## Distribuzione e habitat
La specie è stata rinvenuta, a un'altitudine tra i 1 200 e 2 010 m, nelle foreste pluviali e zone umide dei versanti Pacifici delle Ande della Colombia, nella Cordigliera Occidentale e Macizo Colombiano, e dell'Ecuador, nelle province del Pichincha e del Cotopaxi (Cordigliera Occidentale).
Benché la popolazione sia stata dichiarata in diminuzione, non essendoci dati certi, l'ultimo avvistamento risale al 1996, la specie è indicata DD nella lista rossa IUCN.